# 新冠インターチェンジ
新冠インターチェンジ（にいかっぷインターチェンジ）は、北海道新冠郡新冠町字高江に建設中の日高自動車道のインターチェンジである。

## 歴史
- 2025年（令和7年）3月13日 : IC名称が「新冠IC」で正式決定[1]。
- 2025年（令和7年）度 : 日高厚賀IC - 新冠IC間（厚賀静内道路）開通に伴い供用開始予定[2]。
- 未定 : 新冠IC - 静内IC間（厚賀静内道路）開通予定。

## 周辺
- 判官館森林公園キャンプ場
- 新冠泥火山
- サラブレッド銀座駐車公園
- 新冠町役場
- 道の駅サラブレッドロード新冠
- レ・コード館

## 接続する道路
- 直接接続
  - 国道235号
  - 北海道道209号滑若新冠停車場線

## 隣
E63 日高自動車道（厚賀静内道路）
日高厚賀IC - 新冠IC（事業中） - 静内IC（仮称）（事業中）